# Никифоров, Александр Петрович
Александр Петрович Никифоров (9 апреля 1955, Бердск, Новосибирская область) — советский биатлонист, советский и российский тренер по биатлону. Неоднократный чемпион и призёр чемпионатов СССР. Мастер спорта СССР международного класса, заслуженный тренер России, Заслуженный работник физической культуры Российской Федерации (2016).

## Биография
В начале карьеры занимался лыжными гонками в Новосибирской СДЮШОР по лыжному спорту, первый тренер — В. И. Якимов. В 1975 году стал бронзовым призёром Спартакиады профсоюзов СССР по лыжным гонкам. Позже перешёл в биатлон.
Выступал за команду Вооружённых Сил (СКА) и город Новосибирск. В биатлоне тренировался у Владимира Николаевича Мельникова.
В 1977 году впервые выиграл золото чемпионата СССР, в гонке патрулей в составе сборной Вооружённых Сил. В 1978 году в этой же дисциплине завоевал серебряную медаль. В эстафете чемпионата СССР 1978 года, проходившей в рамках зимней Спартакиады народов СССР, выступал в составе сборной РСФСР и выиграл золотую медаль.
В 1980 году впервые стал чемпионом СССР в личном виде — индивидуальной гонке. Также в этом сезоне победил в гонке патрулей и стал серебряным призёром в эстафете. В 1981 году стал бронзовым призёром в индивидуальной гонке.
По окончании карьеры перешёл на тренерскую и административную работу. Был личным тренером олимпийского чемпиона Сергея Тарасова, Анны Богалий-Титовец, Максима Буртасова.
Работал вице-президентом Федерации лыжного спорта Новосибирской области. В 2014 году был одним из кандидатов на пост руководителя Союза биатлонистов России. По состоянию на 2016 год возглавляет ГАУ НСО «Центр спортивной подготовки по биатлону» (Новосибирск). Делегат в Союзе биатлонистов России от Новосибирской области. Подполковник Вооружённых Сил России.
Награждён медалями ордена «За заслуги перед Отечеством» первой и второй степени.

## Личная жизнь
Женат, двое сыновей.